# Fokker C.VIIw
De Fokker C.VIIw is een Nederlands watervliegtuig voor verkenning en voortgezette training van vliegtuigfabrikant Fokker. Het werd ontwikkeld toen de Fokker C.V niet voor deze taken geschikt bleek te zijn.
Er zijn er dertig afgeleverd aan de Marine Luchtvaartdienst in de periode van 1930 tot 1932, waarvan een aantal de meidagen van 1940 overleefd heeft en in Engeland nog gevlogen heeft.
De Fokker C.VIIw was gebouwd op de traditionele wijze: romp uit staalbuis bekleed met linnen, vleugels hout met gedeeltelijk houten, gedeeltelijk linnen bekleding